# Campeonato mundial de Cubo de Rubik de 1982
El Campeonato mundial de Cubo de Rubik de 1982 fue una competencia de speedcubing o de resolución rápida de Cubo de Rubik de 3 × 3 × 3.
Se llevó a cabo en Budapest, Hungría, el 5 de junio de 1982. Participaron concursantes seleccionados de 19 países. Minh Thai de los Estados Unidos de América fue el ganador con un mejor tiempo de 22.95 segundos luego de tres intentos por cada participante. El mejor intento de tres se tomó como puntuación del competidor. El primer premio fue un cubo de Rubik chapado en oro.
Escribiendo poco después, David Singmaster, quien fue uno de los jueces, describió la competencia como organizada de manera eficiente, aunque en un momento el alimentador de voltaje del televisor y el temporizador de la pantalla fallaron en medio de una prueba. Los cubos fueron seleccionados por el mismo Ernő Rubik y, según Singmaster, "los competidores los describieron como bastante buenos". Sin embargo, 20 años después, Jessica Fridrich señaló que había participado en el concurso, criticando los cubos por ser "realmente difíciles de girar y no estaban preparados para un cubo de velocidad serio".
Esta competencia fue la primera reconocida oficialmente de este tipo. La siguiente competencia oficial se llevó a cabo en 2003 en Canadá, con muchas diferencias en la estructura de la competencia y se agregaron muchos otros rompecabezas además del Cubo de Rubik.

## Resultados
Los resultados fueron:
| Lugar | Nombre                   | Tiempo | Estatus | País                        | Intento 1 | Intento 2 | Intento 3 |
| ----- | ------------------------ | ------ | ------- | --------------------------- | --------- | --------- | --------- |
| 1     | Minh Thai                | 22.95  | WR      | Bandera de Estados Unidos   | 27.16     | 22.95     | 27.97     |
| 2     | Guus Razoux Schultz      | 24.32  | ER      | Bandera de los Países Bajos | 24.32     | 31.51     | 26.51     |
| 3     | Zoltán Lábas             | 24.49  | NR      | Bandera de Hungría          | 24.49     | 27.58     | 28.21     |
| 4     | Lars Petrus              | 24.57  | NR      | Bandera de Suecia           | 35.42     | 33.11     | 24.57     |
| 5     | Ken'ichi Ueno (上野健一) | 24.91  | AsR     | Bandera de Japón            | 27.56     | 27.90     | 24.91     |
| 6     | Jérôme Jean-Charles      | 25.06  | NR      | Bandera de Francia          | 27.87     | 31.18     | 25.06     |
| 7     | Julian Chilvers          | 25.95  | NR      | Bandera del Reino Unido     | 30.59     | 25.95     | 27.46     |
| 8     | Duc Trinh                | 26.63  | NR      | Bandera de Canadá           | 37.44     | 26.63     | 36.09     |
| 9     | Giuseppe Romeo           | 28.11  | NR      | Bandera de Italia           | 34.23     | 41.75     | 28.11     |
| 10    | Jessica Fridrich         | 29.11  | NR      | Bandera de República Checa  | 31.49     | 29.11     | 33.20     |
| 11    | Eduardo Valdivia Chacón  | 29.62  | SAR     | Bandera de Perú             | 34.91     | 29.62     | 30.01     |
| 12    | Luc Van Laethem          | 29.73  | NR      | Bandera de Bélgica          | 32.92     | 34.98     | 29.73     |
| 13    | József Borsos            | 30.02  | NR      | Bandera de Yugoslavia       | 36.75     | 35.33     | 30.02     |
| 14    | Ronald Brinkmann         | 30.59  | NR      | Bandera de Alemania         | 34.80     | 30.59     | 32.52     |
| 15    | Jari Sandqvist           | 31.17  | NR      | Bandera de Finlandia        | 31.17     | DNF*      | 31.56     |
| 16    | Manuel Galrinho          | 37.11  | NR      | Bandera de Portugal         | 40.74     | 48.67     | 37.11     |
| 17    | Piotr Serbeński          | 37.50  | NR      | Bandera de Polonia          | 44.40     | 37.50     | 40.86     |
| 18    | Svilen Tenev             | 47.29  | NR      | Bandera de Bulgaria         | 51.88     | 47.29     | 47.35     |
| 19    | Josef Trajber            | 50.16  | NR      | Bandera de Austria          | 50.16     | 54.93     | 58.99     |

WR = Récord mundial
ER = Récord europeo
AsR = Registro asiático
SAR = Récord sudamericano
NR = Récord nacional
- El segundo intento de Sandqivst fue descalificado ya que su cubo se rompió dos veces en el mismo intento. Esto fue una violación de las reglas de la competencia y el intento se detuvo en ese momento.[4]